# Carl von Mettenheimer
Carl von Mettenheimer est un ophtalmologiste prussien né en 1824 et mort en 1898. Il est notamment connu pour ses observations en 1855, de la myéline par microscopie à lumière polarisée. Il remarque  que, bien que la substance coule tel un fluide, elle est biréfringente, propriété usuellement observée sur les cristaux. Il faut attendre les années 1990 et les travaux de Otto Lehmann et Georges Friedel pour permettre d'identifier la myéline comme étant un cristal liquide pour expliquer ses propriétés particulières. 
Cependant Mettenheimer n'est pas le premier à observer des propriétés étranges sur la myéline. Des observations similaires remontent aux travaux de Buffon en 1749 où il mentionne des « anguilles tortillées » obtenues en lacérant du blé ou de la seigle dans l'eau. Il ne s'agissait bien évidemment pas de poissons mais de phases particulières de l'ergostérol et des lécithines contenues dans la myéline. 
Nous savons maintenant que la myéline est constituée en grande partie de phospholipides, principal composant des membranes cellulaires, qui, à forte concentration, s'auto-organisent en couches du fait de leur fort caractère amphiphile. C'étaient donc[pas clair] les premieres observations de cristaux liquides lyotropes. 